# Ubaldo Miranda
Ubaldo Miranda (Divinópolis, 19 de julho de 1931) é um ex-futebolista brasileiro que atuava como centroavante. Atuou na década de 1950 pelo Atlético Mineiro.
Nasceu em 19 de julho de 1931, na cidade de Divinópolis em Minas Gerais.
Ídolo da torcida, que o carregava nas costas após conquistas e vitórias. Reza a lenda que se encontrava com uma tal de Dona Nina, que lhe dizia se aquele seria ou não o seu dia. Ficou famoso pelos seus gols espíritas (resultantes de chutes sem ângulo da linha de fundo). Foi o jogador que mais marcou na campanha rumo ao pentacampeonato mineiro, com 39 gols. [carece de fontes?] Após marcar um gol em 1958, dias após retornar do Bangu, Ubaldo foi carregado, de calção e chuteira, do Estádio Independência até a Praça 7, no centro de Belo Horizonte, nos ombros da torcida.
Ubaldo Miranda marcou 135 gols pelo Atlético Mineiro, e foi 6 vezes campeão mineiro.